# ۱۴۹۲ (میلادی)
۱۴۹۲ (میلادی) هزار و چهارصد و نود و دومین سال تقویم میلادی است.

## رویدادها
- انتخاب پاپ الکساندر ششم
- کشف قاره آمریکا توسط کریستف کلمب، دریانورد اسپانیایی.

## درگذشتگان
- ۹ آوریل – لورنتزوی مدیچی، سیاست‌مدار، نویسنده، و شاعر ایتالیایی (ز. ۱۴۴۹)
- ۱۲ اکتبر – پیرو دلا فرانچسکا، ریاضی‌دان و نقاش ایتالیایی
- ۱۹ نوامبر – جامی، نویسنده و شاعر فارسی زبان و ایرانی (ز. ۱۴۱۴)